# 유레카 타워

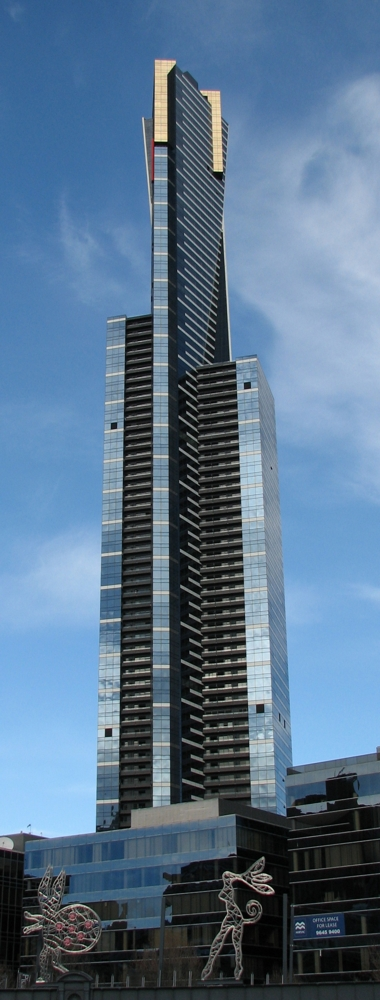
유레카 타워

유레카 타워(영어: Eureka Tower)는 오스트레일리아 멜버른에 있는 높이 297m의 마천루이다. 2002년 8월에 짓기 시작해서 2006년 6월에 완공됐다. 건물 밑 플라자는 2006년 6월 완공되었으며, 건물은 2006년 10월 11일에 공식적으로 개장하였다. 이 건물은 멜버른에 있는 건축 회사 펜더 캣살리디스가 설계하였고, 시공은 그로콘(그롤로 오스트레일리아)이 하였다.
유레카 타워의 명칭은 유레카 방책봉기의 이름을 따 명명되었다. 유레카 방책봉기란 1854년 빅토리아 주 골드 러시 와중에 발생한 봉기를 말한다. 유레카 방책봉기는 건물의 디자인에도 영향을 미쳤다. 건물 꼭대기 황금색의 장식물은 골드 러시를 뜻하며, 적색 줄무늬는 혁명 당시 흘린 피를 의미한다. 건물 대부분을 뒤덮고 있는 청색 유리창은 유레카 방책봉기의 깃발의 바탕색을 뜻하며, 백색의 실선은 그 깃발의 백색 십자를 의미한다.

## 건물 높이
유레카 타워는 2014년 현재 퀸즐랜드 주 골드코스트 시에 위치한 Q1 타워(323m), 대한민국 부산의 해운대 위브 더 제니스 타워(301m) 다음으로 높은 '아파트형 마천루' 건물이다. 그러나 이는 CTBUH의 기준에서의 '건축물 높이'로 따졌을 때이고, 자세히 들여다 보면 세부적으로 다른 편이다.

### 건축물 높이
그러나, 첨탑을 제외하고 지붕이나 최고 거주층 높이로 따지게 된다면, 유레카 타워는 292m로 해운대 위브 더 제니스 타워(298m) 다음으로 높은, 세계에서 두 번째로 높은 아파트가 된다. 이렇게 되는 이유는 CTBUH 기준에 따르면, 4가지 기준 중 2가지 기준, 즉 첨탑 높이와 건축구조물 높이 기준에 있어서 Q1이 우세하나, 다른 2가지 기준, 즉 지붕 높이와 최고거주층 높이에 있어서 유레카 타워가 더 높다.
비교해보면, Q1 빌딩은 최상층의 높이가 235m인데, 이것은 유레카 타워의 지붕 높이보다 무려 62미터나 낮으며, 해운대 제니스 타워보다도 약 66미터가 낮은 높이이다.

### 건물 특징
유레카 타워는 세계에서 세 번째로 높은 거주용 건축물로, 지상 297.3m에 지상 91층, 지하 1층의 층수를 가지고 있다. (해발 300m가 된다.) 전망대는 88층에 위치하고 있다.
이 건물은 멜버른에서 가장 높은 건물이기도 한데, 참고로 멜버른에서 유레카 타워 다음 높이의 건물은 리알토 타워이다. 지하 1층부터 지상 9층까지는 주차장으로 쓰인다. 건물 옆에 워터 테이블과 야라강이 인접해 있어서 지하에 큰 주차장을 만드는 것이 경제적이지 않았기 때문이다. 총 84개 층의 아파트먼트가 있는데(주차장 겸용 층 포함), 나머지 층들은 건물 지원 시설과 전망대로서 쓰인다. 유명한 배우인 니컬러스 케이지가 오스트레일리아에 와서 《고스트 라이더》를 찍을 때, 펜트하우스를 매입하여 그곳에 살았다 한다.

## 건설

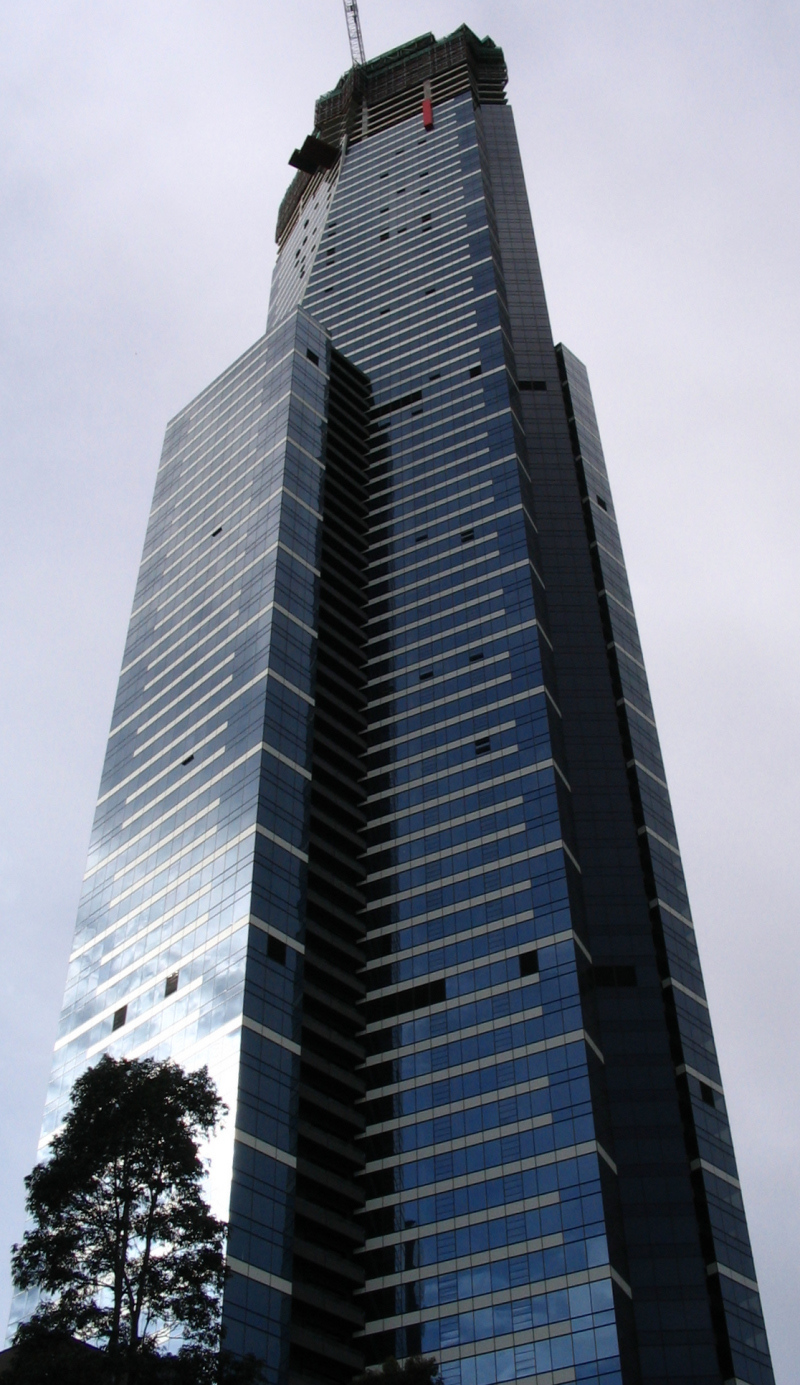
건설중의 유레카 타워

유레카 타워는 강화 콘크리트가 사용된 슬립폼 공법을 사용하여 건축되었다. 유레카 타워의 리프트 코어는 2004년 11월 9일 리알토 타워의 높이를 넘어선 바 있었다.
2006년 5월 23일, 타워의 꼭대기에 있던 크레인이 다른 작은 크레인에 의해 쓰러진 바 있었다. 다른 작은 크레인은 또한 다른 작은 크레인에 의해 쓰러진 것인데, 하마터면 서비스 엘리베이터를 떨어뜨릴 뻔했던 것이다.
유레카 타워 상단 10개층에는 24 캐럿짜리 황금 플레이트 유리창이 붙어 있다. 황금 유리창의 설치는 2006년 3월 완료되었다. 80층까지의 아파트 소유자와 입주자들은 2006년 7월 입주를 완료하였다.
82층부터 87층까지는 서밋 층(The Summit levels)이다. 여기서부터는 한 층에 한 아파트먼트가 들어서 있다. 이러한 아파트먼트 하나의 최초 분양가격은 약 7백만 달러였다. 이러한 아파트먼트에 부속품/비품 등을 추가하는 데는 별도의 비용이 요구되었다.
2006년 10월 11일 빅토리아주의 전임 총리 스티브 브락스가 참석한 가운데 공식적인 완공식(개장식)이 열렸다.

## 사진

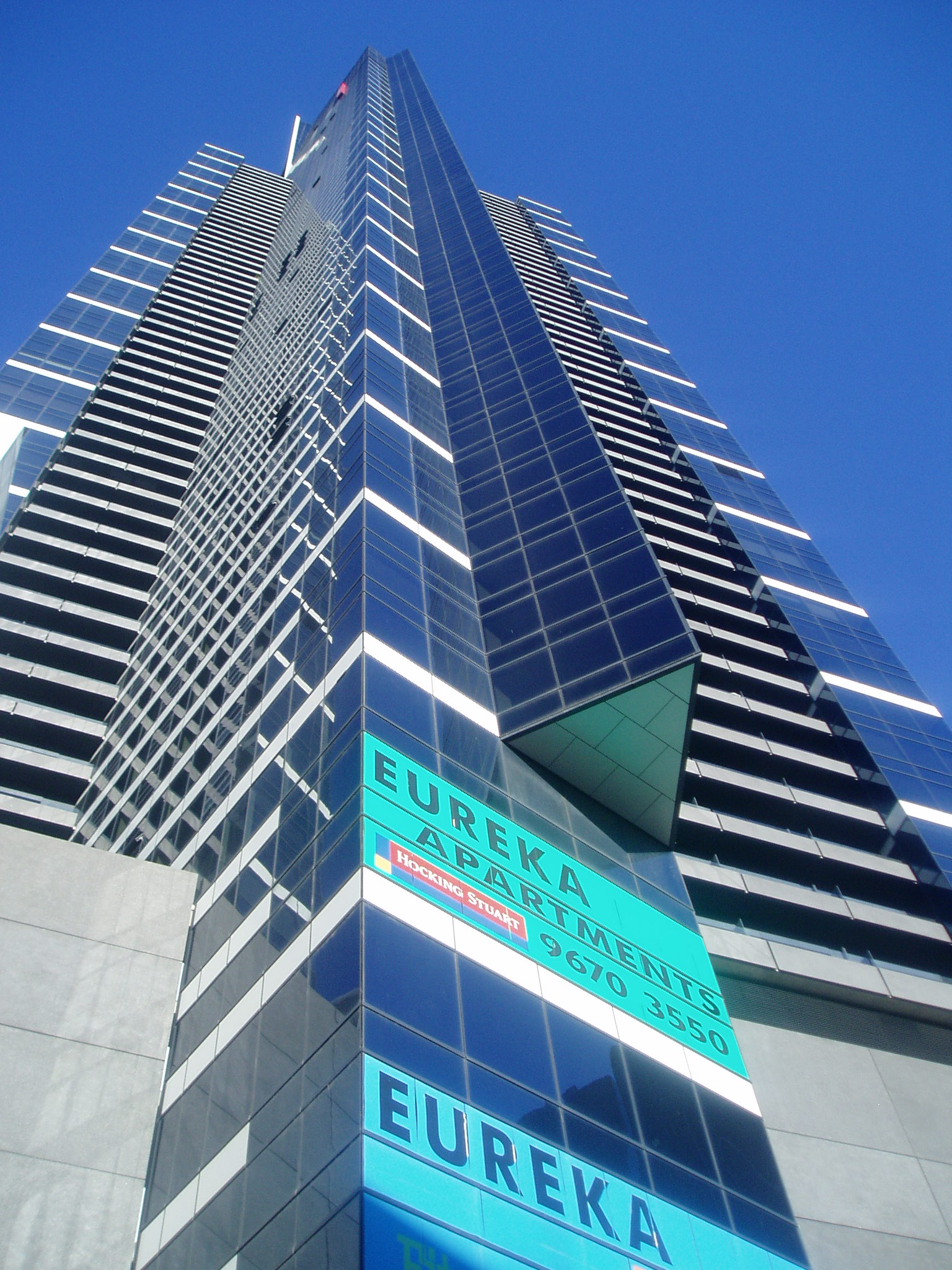
클로즈 업
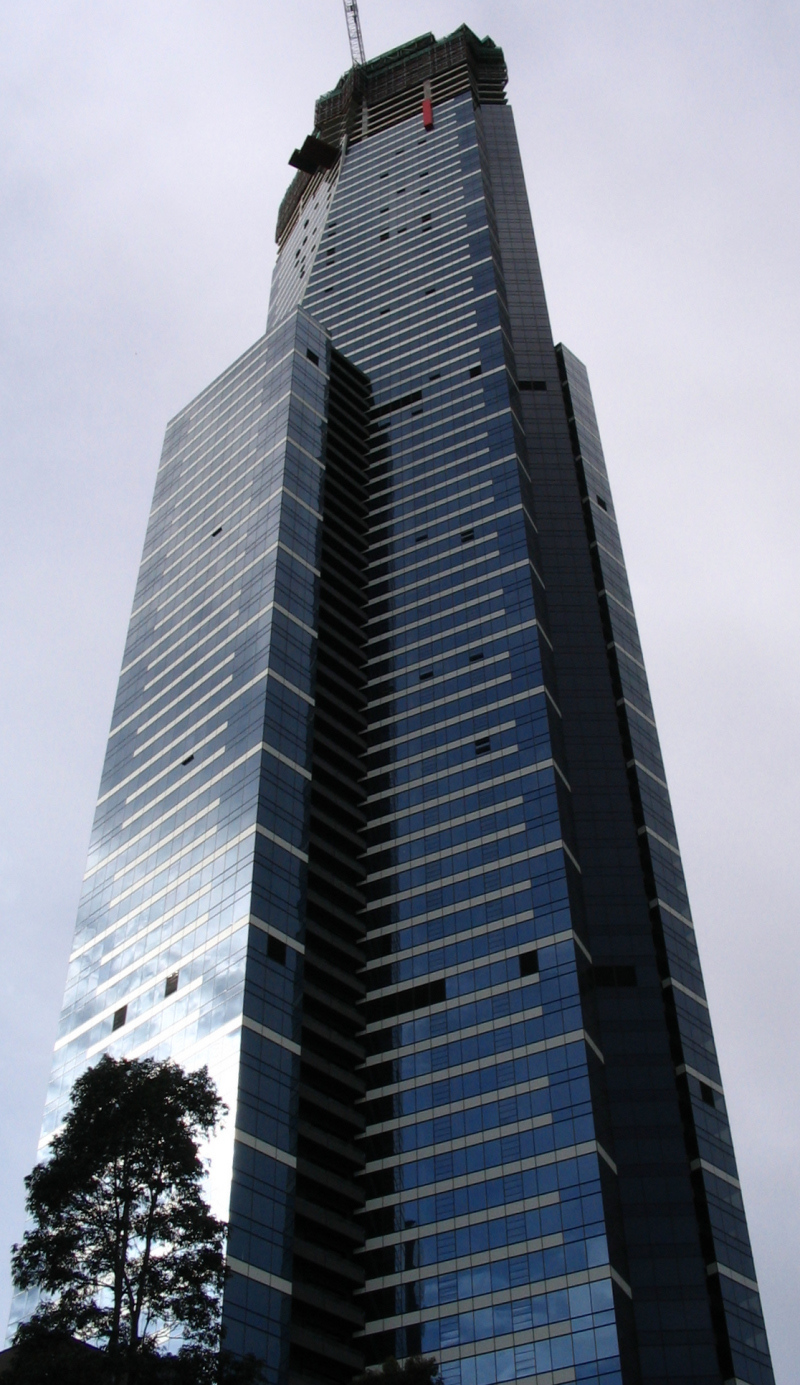
공사중인 유레카 타워
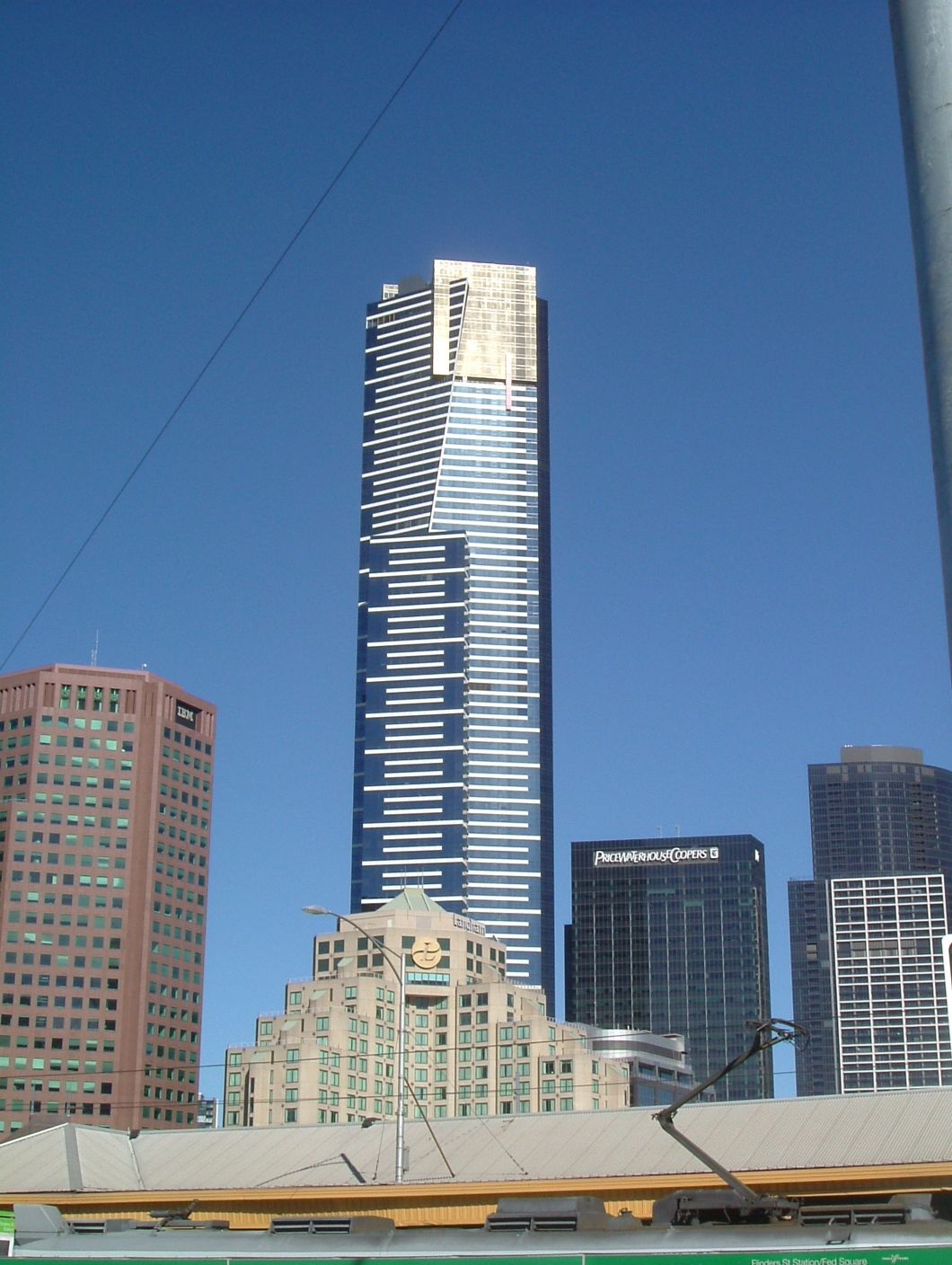
페데레이션 스퀘어(Federation Square)에서 바라본 유레카 타워
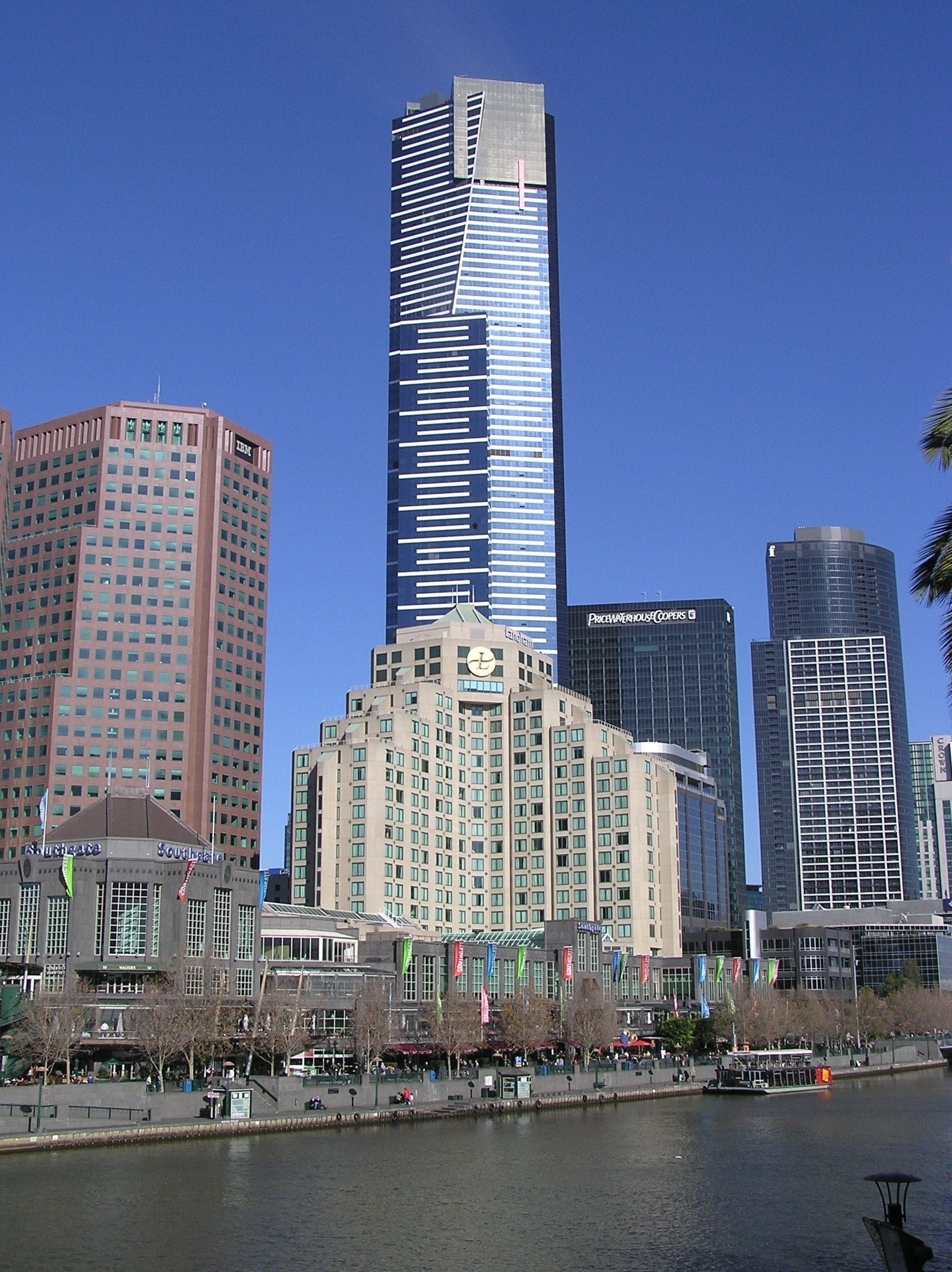
멜버른사우스 뱅크 & 유레카 타워
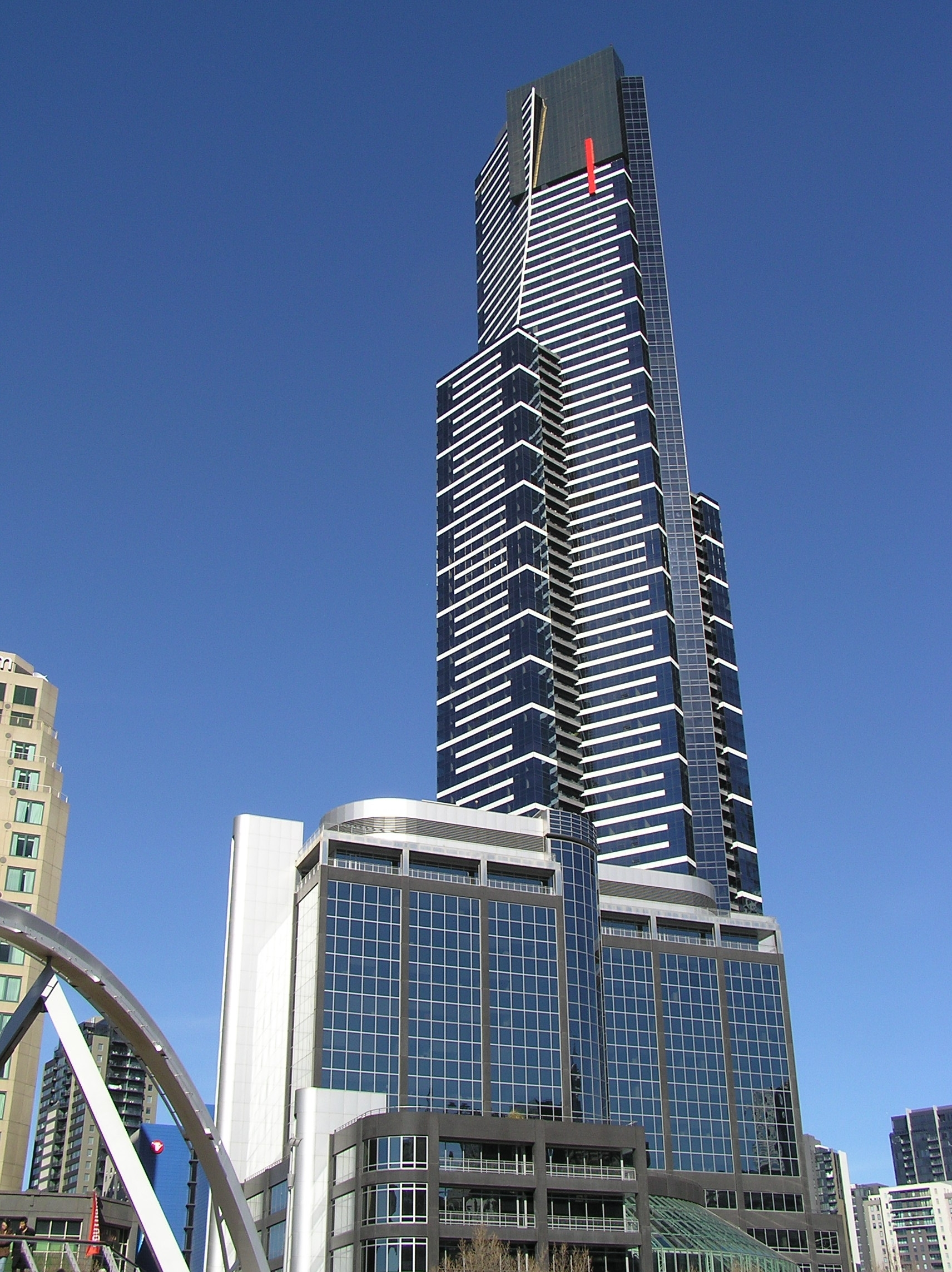
유레카 타워

## 같이 보기
- 오스트레일리아의 마천루 목록
- 오스트레일리아 108